# Komentář
Komentář (z lat. commentarius – deník, záznam) je informace o textu literárního díla a o textologově práci. Obsahuje vysvětlivky, jejichž úkolem je objasnit souvislosti, narážky, historické okolnosti, vztahy a jiné nejasnosti. Komentář je nedílnou součástí vědeckých textů, zatímco u čtenářských vydání obsahuje pouze základní informace.
Komentář se skládá z různých věcných, odborných, osobních a podobných vysvětlivek, dále edičních poznámek, jež obsahují literárněhistorické údaje ukazující vznik a případný vývoj a proměnu vydávaného literárního díla (textu), také textologických údajů jako je popis textologovy práce s textem, odůvodnění výběru a charakteristiku práce s výchozím textem a úprav při tvorbě textu kanonického, a kritického aparátu, což je především seznam různočtení, tedy snaha o vysvětlení původní autorovy myšlenky a záměru u pasáží, kde není původ nebo význam jednoznačný.
Poměrně specifickým a samostatným literárním útvarem jsou komentáře zákonů, které podrobně rozebírají jejich jednotlivá ustanovení.

## Publicistický žánr
Komentář reaguje na zpravodajské informace. Ty jsou uvedeny v úvodu, následuje stať, kde je osvětlení informací a prezentace vlastních názorů. Text většinou obsahuje nevěcnou argumentaci. Poté následuje závěr, kde je interpretace a shrnutí textu.

### Komentář v médiích
Komentář v žurnalistické praxi je krátký textový útvar, který zpravidla vyjadřuje buďto názor příslušného autora (komentátora) nebo i daného periodika (či jiného informačního média) k nějaké (obvykle společenské) problematice a uvádí ji do souvislostí s jinými událostmi.